# Doprava v Táboře
Tábor je jako druhé největší město v Jihočeském kraji také důležitou dopravní křižovatkou. Ve směru od severu k jihu prochází městem významná silniční i železniční trasa z Prahy do Českých Budějovic a dále do Rakouska. Ve směru od západu k východu je pak nejvýznamnější silniční trasa Plzeň – Brno. Kromě toho zde najdeme další silnice i železnice menšího významu. Tábor, tedy přesněji řečeno aglomerace Tábor – Sezimovo Ústí – Planá nad Lužnicí má i vlastní rozsáhlou síť městské dopravy.

## Veřejná doprava
Železniční doprava:

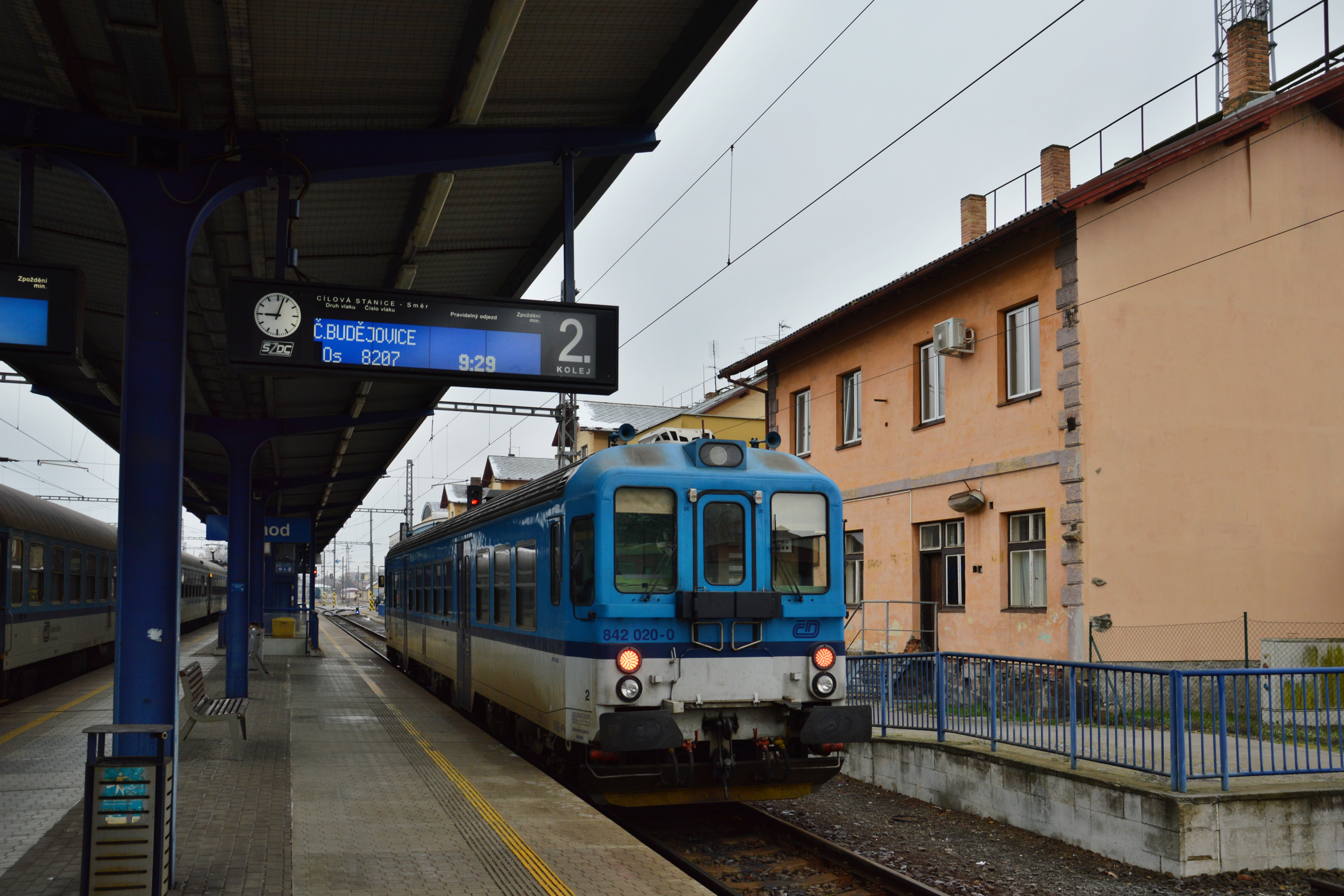
Os 8207 vyčkává ve stanici Tábor

Táborem prochází dvoukolejná elektrizovaná železniční trať č. 220 jako součást IV. tranzitního železničního koridoru z Německa přes Prahu a České Budějovice do Rakouska. Jsou po ní vedeny osobní, a spěšné vlaky, pro které je Tábor výchozí, resp. koncovou stanicí a dále rychlíky Praha – České Budějovice – (Linz), které zde zastavují téměř každou hodinu. Z Tábora dále vychází jednokolejné železniční tratě č. 224 do Horní Cerekve a č. 201 do Písku a Ražic, na kterých jsou provozovány motorové osobní vlaky. Historicky velmi zajímavá je poslední trať č. 202 do Bechyně. S jejím vznikem je spojeno jméno Františka Křižíka, jehož firma dráhu projektovala a dodala i její technologické zařízení včetně vozidel. Provoz zde byl zahájen v roce 1903 a jednalo se tak o první elektrizovanou meziměstskou trať v zemích Rakouska-Uherska. Od ostatních našich tratí se liší některými technickými specifiky a také tím, že je to dnes naše jediná trať, napájená stejnosměrnou napájecí soustavou o napětí 1500 V.
Autobusová doprava:

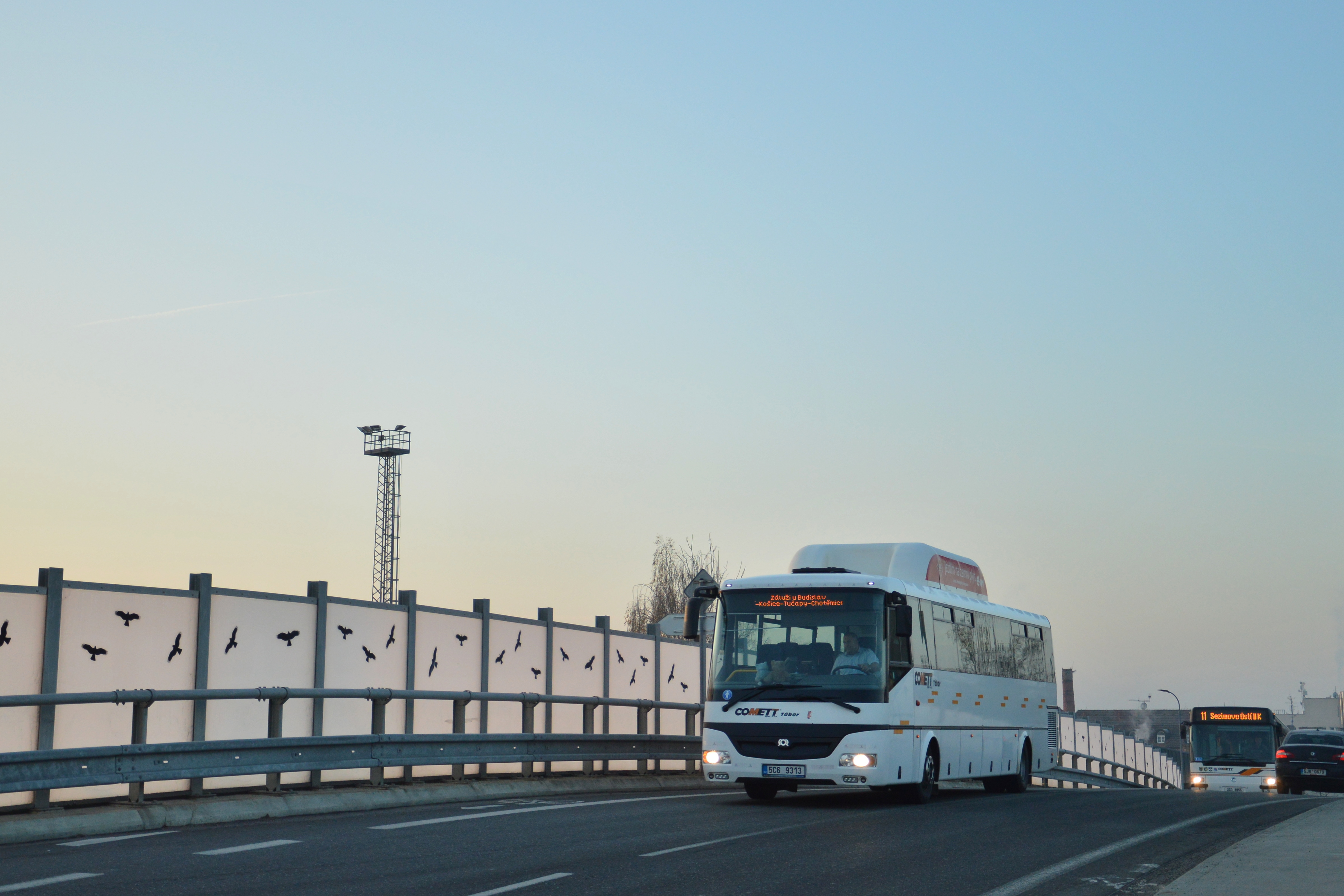
Jeden z autobusů dopravce Comett Plus, jenž působí v Táboře.

Dominantním autobusovým dopravcem v Táboře a okolí je dopravce BusLine jižní Čechy. Provozuje několik desítek příměstských autobusových linek zajišťujících spojení Tábora s dalšími obcemi a městy v okrese a přilehlých oblastech. Do Tábora je vedeno také několik regionálních linek dopravců ze sousedních oblastí (ICOM Transport, ČSAD Autobusy České Budějovice, STENBUS, Comett Plus, GW Bus).
V dálkové autobusové dopravě dominují průjezdné dálkové linky mezi Prahou a městy v jižních Čechách (České Budějovice, Český Krumlov, Jindřichův Hradec a Třeboň) dopravců ČSAD Jindřichův Hradec, Jan Kukla - Kukabus, FlixBus, ŠVARCTRANS, UNITED BUSES, AUTO - BEY a GW Bus. 
Nepravidelná (zájezdová) doprava je v Táboře kromě podniku Comett Plus provozována také několika menšími soukromými dopravci z regionu Táborska.
Městská doprava:

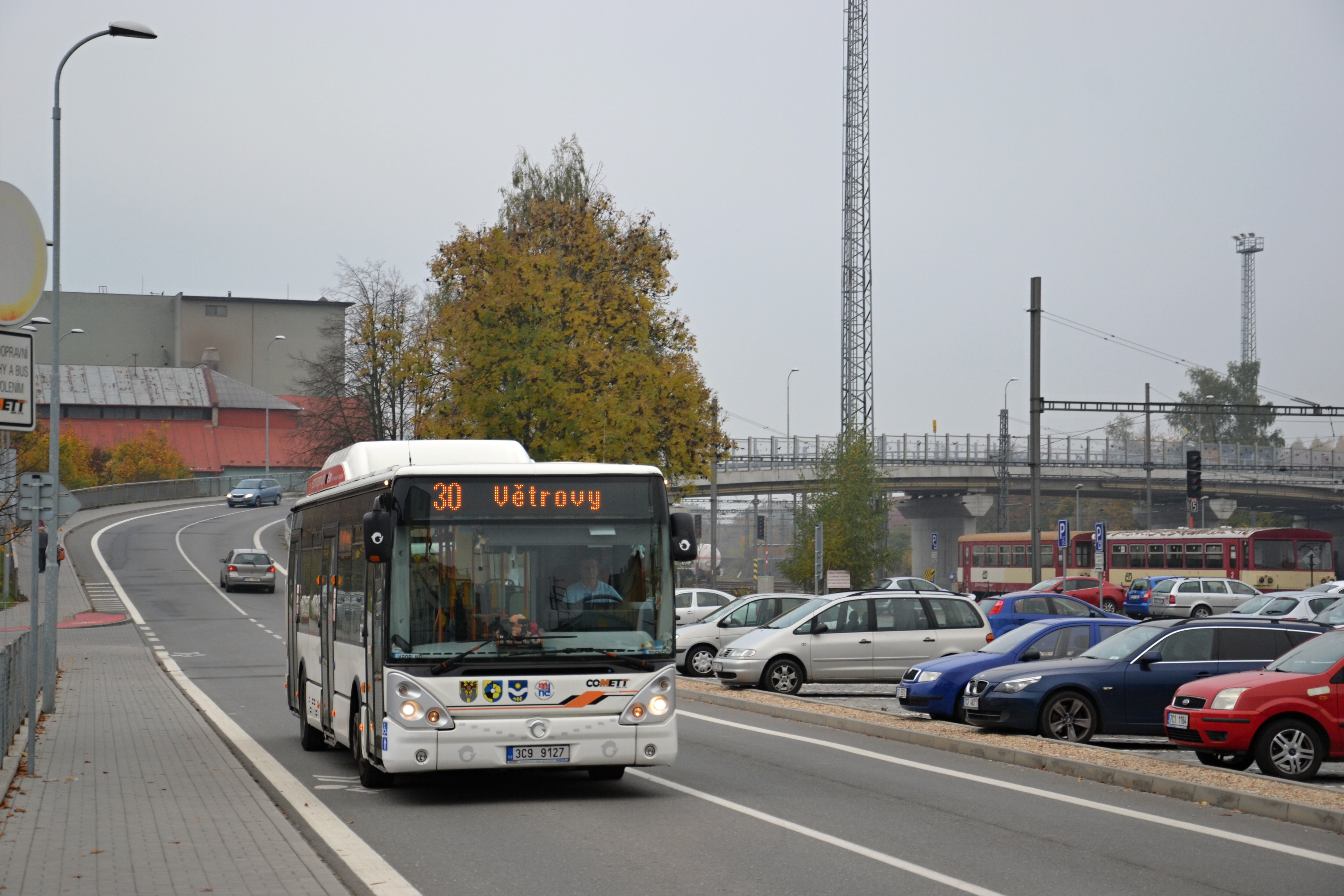
Kolem autobusového nádraží s regionálními linkami projíždí linka MHD Tábor č. 30 do Větrov

Městskou dopravu v Táboře zajišťují pouze autobusy. Provozována je oficiálně od roku 1959, ve skutečnosti zde však městské autobusy jezdily již ve čtyřicátých letech 20. století, ale zpočátku jen v režimu běžné linkové dopravy. Úplně původním dopravcem byly ještě Československé státní dráhy, poté od roku 1948 stání podnik ČSAD, který zde působil do roku 1998, kdy byl místní závod privatizován a transformován do společnosti Comett Plus s.r.o., který je jejím provozovatelem dodnes. Městská doprava je zajišťována na celkem 15 pravidelných linkách obsluhujících nejen Tábor a jeho místní části, ale také sousední města Sezimovo Ústí a Planá nad Lužnicí a obce Košín, Radimovice u Tábora, Nasavrky, Radimovice u Želče, Slapy a Dražičky. Na linky jsou nasazovány autobusy standardní délky i kloubové a několik minibusů.
Dříve zde bylo několikrát plánováno také zavedení trolejbusové dopravy, především pak ve druhé polovině osmdesátých let, kdy bylo s trolejbusy zcela vážně počítáno. Ze všech těchto záměrů však nakonec hlavně z ekonomických důvodů sešlo. Stadium úvah pak nepřekročil nápad na zavedení tramvajové linky mezi nádražím a náměstím pocházející z počátku dvacátého století.
Od roku 2003 je v aglomeraci zaveden také Integrovaný dopravní systém zahrnující MHD, regionální autobusové linky v obvodu MHD a vybrané úseky železničních tratí (Tábor – Tábor-Čápův Dvůr – Sezimovo Ústí – Planá nad Lužnicí, Tábor – Horky u Tábora – Slapy a Tábor – Nasavrky).

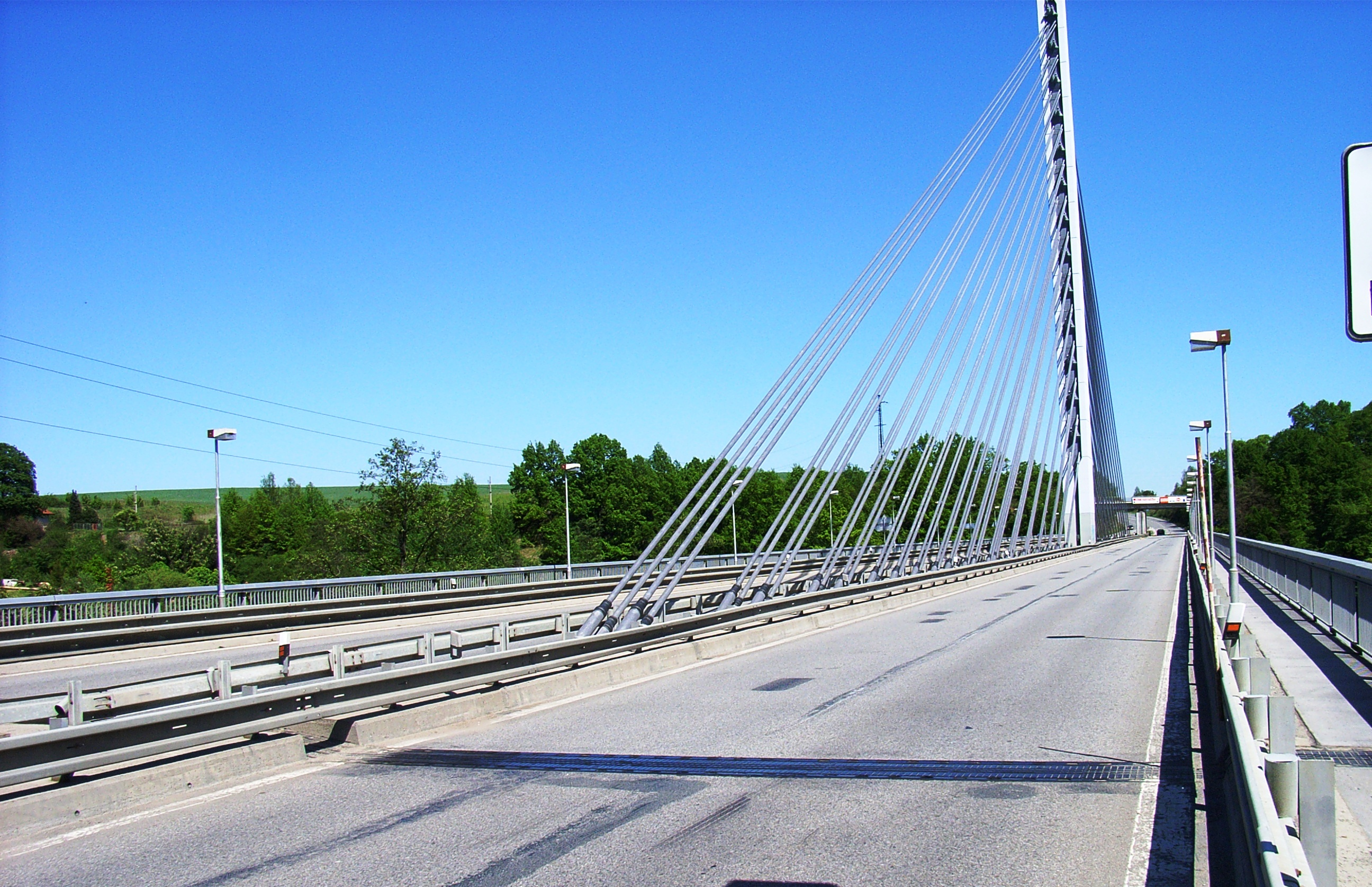
Táborský lanový most z roku 1991

## Automobilová doprava
Táborem prochází ve směru sever – jih významný dopravní tah – silnice č. 3, resp. dálnice D3 a původní silnice označená dnes jako č. 603. Do 90. let byla doprava vedena přímo městem, poté byl vybudován obchvat – čtyřproudová komunikace, vedená východně od města, která se v roce 2004 stala součástí dálnice. Na tu navazují ve městě dva přivaděče – jižní propojující ji s původní trasou silnice v jižní části aglomerace a druhý severní, který je zároveň severním obchvatem města ve směru od Písku. Tento překračuje rybník Jordán dominantním zavěšeným mostem.
Druhým významným silničním tahem vedeným ve směru západ – východ je silnice I/19 od Písku, resp. Plzně, která dnes částečně využívá trasu dálnice (viz výše) a dále pokračuje na Pelhřimov, Jihlavu a Brno.
Dalším významnější silnicí je II/137 ve směru od Týna nad Vltavou a dále směrem na Vlašim a Kutnou Horu. Tato je vedena přímo ulicemi města, ale do budoucna se plánuje její částečné převedení na přeložku Slapy – Tesco (Soběslavská), čímž by se vyhnula alespoň dopravně zatíženému centru města.
Z Tábora pak vychází ještě několik dalších silnic nižších tříd s místním významem.
Hlavními průjezdními a sběrnými komunikacemi ve městě jsou např. ulice Čsl. armády/Benešovská, Kpt. Jaroše, Na Parkánech/Bechyňská/Týnská, Lužnická/Údolní, Chýnovská, Vožická, Zavadilská/Soví/Průběžná, Soběslavská a především pak Budějovická, která tvoří hlavní osu středu města.

## Ostatní
Kromě železniční, autobusové linkové a městské dopravy a individuální automobilové dopravy jsou ve městě k dispozici vozy soukromých taxislužeb. Postupně budována je síť cyklostezek a značených cyklotras. Na území města jsou také dvě letiště – civilní vnitrostátní letiště Čápův Dvůr s travnatou dráhou a bývalé vojenské záložní letiště Všechov s asfaltovou dráhou, které se však už dnes k leteckému provozu nevyužívá. Řeka Lužnice je v letním období hojně využívána vodáky a do poloviny čtyřicátých let sloužila i k voroplavbě.